# Crna reka
Crna reka (makedonski: Црна Река), je rijeka u Republici Makedoniji, najveći desni pritok Vardara, dužine 207 km.
Crna izvire kod izvora Crna dupka, u blizini sela Železnec, na nadmorskoj visini od 760 metara.
Od izvora do sela Bučin, Crna teče kroz kraj - Demir Hisar, a od Bučina do sela Skočivir, kroz dolinu Pelagoniju (najveću kotlinu u Makedoniji). Kroz Pelagoniju rijeka teče u pravcu sjever-jug, a kod sela Brod, naglo zaokreće i teče prema sjeveroistoku. Kod sela Skočivir rijeka ulazi u Skočivirsku klisuru (najduža klisura u Makedoniji, duga 104 km.). Rijeka teče kroz visoki Mariovski kraj, i dobiva karakter brze planinske rijeke, uskog korita, i visokih strmih obala. Kod sela Galište, ulazi u jezero dugo 30 km.,  jer je na kraju klisure kod sela Vozarsci, podignuta brana, visoka 105 m. Ovo  Tikveško jezero, služi kao akomulacija za hidrocentralu, a vode se koriste i za umjetno natapanje. Od jezera, pa do uvira u Vardar kod antičkog lokaliteta Stobi, rijeka ponovo dobiva ravničarski karakter.
Veći pritoci Crne reke su ; Dragor, Jelaška reka, Belašica i Blato.
Godine 1953. pristupilo se velikim melioracionim radovima, na koritu rijeke kroz Pelagoniju, jer se kod grada Bitole, rijeka izljevala i tvorila močvaru, koja se protezala do grada Florine u Grčkoj. Tako da je taj kraj do tada bio i malaričan.

## Vanjske poveznice
|  | Zajednički poslužitelj ima još gradiva o temi Crna reka |